# 太陽門 (蒂亞瓦納科)
太陽門（西班牙語：Puerta del Sol、又稱太陽之門，舊文獻中稱為「（大）阿克卡帕納石門」），是一座位於位於玻利維亞蒂亞瓦納科文化遺址的單塊石門。蒂亞瓦納科文化是南美洲安第斯山脈區域的重要古代文明，於公元500年至950年間達到鼎盛階段，主要圍繞著的的喀喀湖發展。該石門現為世界遺產「科蒂瓦納科：蒂瓦納科文化的精神和政治中心」的一部分。

## 沿革

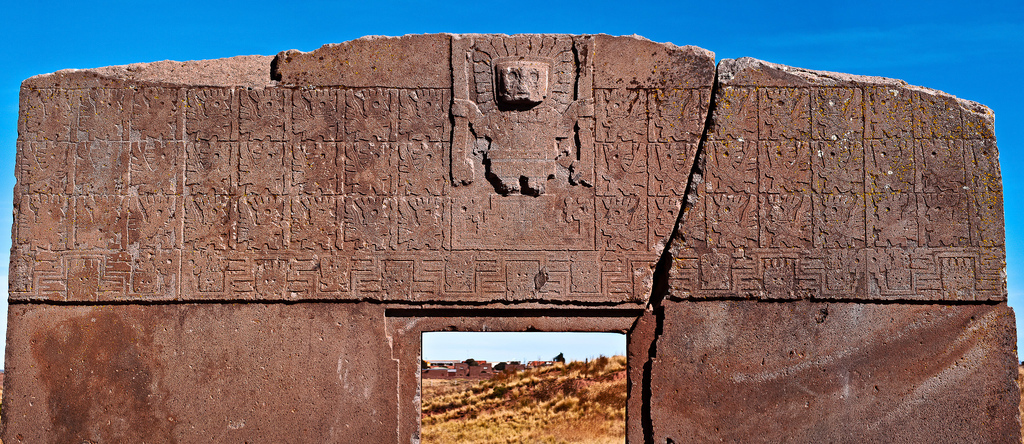
太陽門的浮雕。

蒂亞瓦納科遺址位於距玻利維亞首都拉巴斯不遠的的的喀喀湖邊，海拔約3,825米（12,549.2英尺）。其中，太陽門的高度約為3米（9.8英尺），寬度約為4米（13英尺），整體由一塊完整的安山岩石塊雕刻而成，重達10噸。這塊石門最初由蒂亞瓦納科文明的工匠雕刻。並於19世紀中期被歐洲探險家重新發現，當時它處於水平狀態並出現大裂縫。雖然現今它被擺放在最初發現的位置，但學者普遍認為這並非太陽門的原始位置，其具體安放地點至今仍無確定。
蒂亞瓦納科的藝術和圖像元素曾經影響到秘魯及玻利維亞的一些地區。雖然對於太陽門上神秘銘文的解釋尚無共識，但普遍認為門上的雕刻具有天文學和/或占星學意義，並且可能與日曆系統相關。學者還推測，門中央人物下方的設計可能與天體的運行周期有關。作為蒂亞瓦納科遺址的後期紀念性建築之一，太陽門可能象徵著該文化從月亮宗教過渡到以太陽為核心的宗教，這一過渡與太陽門面向西方的方位密切相關。

## 調查

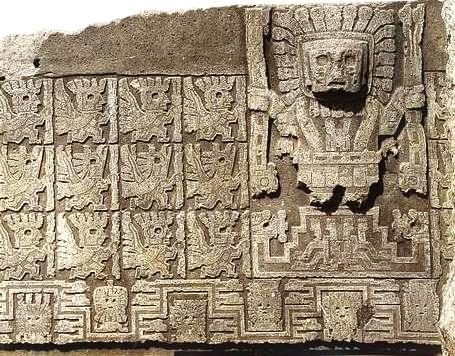
太陽門的浮雕細節，攝於1903年。

太陽門的早期調查主要由亞瑟·波茲南斯基和埃德蒙·基斯等學者進行。他們將太陽門與早期北歐雅利安人接觸的理論相聯繫，並提出了多種具有爭議的解釋。隨著現代考古學和數據分析技術的進步，這些早期的解釋如今被認為是偽考古學。
太陽門的正面浮雕展示了南安第斯圖像系列（SAIS）的一些典型圖案。浮雕的邊緣裝飾線條不如中央區域的圖像鋒利，這些邊緣部分可能是後來增加的。浮雕中央描繪一個以「權杖之神姿勢」站立的人形或類人形人物，這是安第斯宗教的代表圖像。該人物的頭部周圍被24條線條圍繞，這些線條通常被解釋為象徵「太阳」的光芒。然而，也有觀點認為這些線條可能不僅限於代表「太陽」。浮雕中還展示了48個輔助人物（原本為30個），這些人物通常被稱為「隨從」。其中包括32個人頭形象（原本為20個）和16個鳥首人形（原本為10個），他們皆朝向中央神祇形象。
部分歷史學家和考古學家認為，中央人物可能是印加神祇維拉科查或艾馬拉天氣神圖努帕（Thunupa）。然而，另一些學者認為，這些武器和人物形象的象徵意義可能指向某些非超自然的個體，與當時的祭儀或社會結構有關。此外，學者們還將太陽門的圖像與印加文化的圖像進行比較，認為這些浮雕證明了蒂亞瓦納科文化對印加神話和圖像的影響。

## 圖庫

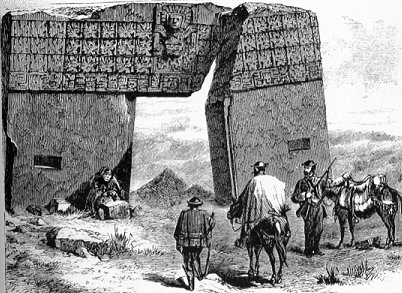
由E.G.斯奎爾（英语：E._G._Squier）於1877年繪製的插畫
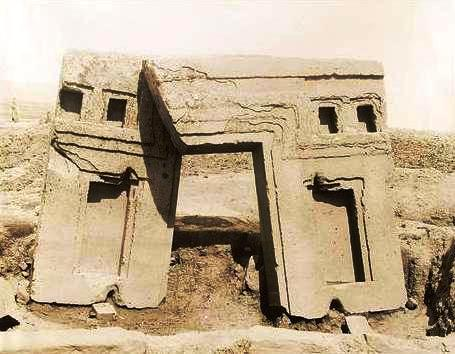
太陽門後視角度，由亞瑟·波斯南斯基攝於1903年
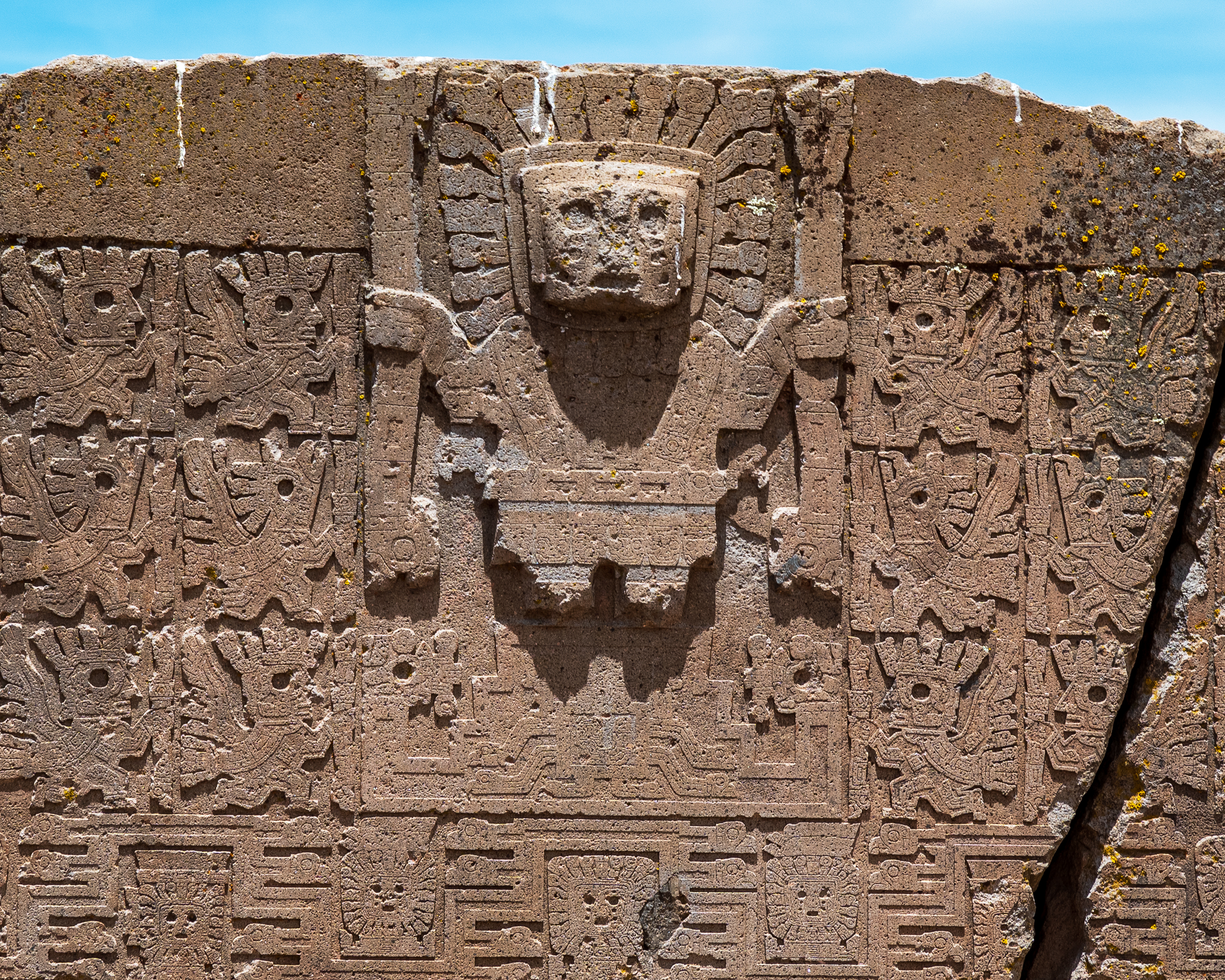
太陽門的浮雕細節

## 另見
- 蒂亞瓦納科
- 月亮門
- 康蒂基雕像（西班牙语：Kon-tiki_(estatua)）
- 太陽金字塔
- 太陽島_(玻利維亞)

## 外部連結
16°33′16″S 68°40′27″W / 16.5544°S 68.6741°W